# 腳尾米
《腳尾米》為數位就讀於大學、研究所之學生於2006年拍攝之紀錄片，探討台灣新聞媒體生態，並佐以香港作為比對。2007年6月13日開始於Google Video上播出，於2007年6月19日流傳至PTT，引發熱烈討論；而台灣《蘋果日報》亦於2007年6月20日之頭版報導此事件，引起社會關注。《腳尾米》計有30分鐘和49分鐘兩種版本，片名與企劃皆嘲諷腳尾飯事件，而其影片內容則批評了台灣媒體亂象。

## 簡介
以三位在學學生為製作人之該紀錄片內容包括：採訪台、港兩地之媒體工作者、專家、傳播相關科系教授、學生、和一般民眾，紀錄片文案說明，和新聞剪輯。除此之外，還製作了兩則虛構的新聞事件：「狗回魂」與「拍賣運氣」，傳真通知年代新聞台、東森新聞台、中天新聞台、三立新聞台、民視新聞台、TVBS新聞台、非凡新聞台七家有線電視新聞台，而後年代新聞台、東森新聞台、中天新聞台、三立新聞台四家新聞台各派記者前來採訪，並以模擬畫面和於未告知情況下偷拍紀錄上述四個新聞台之採訪過程，對照假扮當事人之受訪經驗，和該新聞於上述四新聞台實際播出之情況。於49分鐘版本中，則多了一段6分鐘的片尾曲MV與新聞剪輯，以實例舉證來比較台、港電視媒體在新聞處理手法上的不同。
紀錄片主要訴求在強調：台灣媒體未確實查證，以及新聞取材不當等等。
另外，本片也提出以下問題：
- 新聞是什麼？
- 本地的電視新聞專業嗎？
- 本地電視新聞專業度評分
- 看綜藝節目跟電視新聞 有什麼差別？
- 你所看到的電視新聞百分之多少 你認為是真正的「新聞」？
- 給台灣電視新聞的話

## 工作人員
- 導演、製片、攝影：馮雅達
- 攝影：徐嘉廉
- 製片：孔慧妍
- 企劃：孔慶輝、馮雅達、徐嘉廉

## 發行
2007年6月19日，一部由世新大學學生拍攝的紀錄片《腳尾米》，於Google Video上播出。影片內容為學生訪問許多受訪者對台灣新聞的看法；以及學生們自行製作假事件吸引記者來採訪的過程，以驗證台灣媒體採訪過程粗糙、內容可信度低。影片播出當天，於PTT上獲得極大迴響（但仍有部份網友認此舉為以牙還牙，且當中涉及造假不足取）；知名網站與媒體對抗亦支持本紀錄片。
影片播出後第二天，本事件被刊載在《蘋果日報》上，各大媒體開始譴責學生不該製作假新聞欺騙大眾，卻對毫無查證的新聞內容隻字不提。有些人質疑學生是港澳地區僑生，沒有資格評論台灣媒體環境。某些媒體也懷疑那是該學生的期末作業，假造的內容不可以當作作業繳交，甚至報導該學生因故延遲畢業的私事。另外有人提出看法，應該學生是僑生，因此不怕記者事後報復，若是一般人如同該學生隻身作出抵抗記者的行為，家人與鄰居也會受到媒體各方面的壓力，包括採訪時的壓力、不實消息的壓力等。 知名網站《與媒體對抗》則以一漫畫 諷刺受騙媒體。
事後，登上蘋果頭版的第一天導演接受四家電視台的採訪，播出版本卻有斷章取義並誤導觀眾之嫌，似乎意圖貶低導演，模糊媒體方此次錯誤。

## 各方反應
本片引發並延續了對於台灣新聞媒體亂象之討論。有人認為該片「是用新聞來解讀新聞」，只證實了台灣媒體爭議並非三人成虎，僅止於「批判」，無法帶來檢討與反省；亦有人認為該片沒有盡力做到平衡報導與查證工作，也沒有更深入地去探討媒體主管和產業結構。當事者媒體如東森新聞表示：「深表遺憾，會深刻檢討。但不能茍同學生手法。」，三立新聞則回應：「有做到平衡查證，也訪問到當事人說法」，其他如年代新聞及中天新聞等媒體則沒有對此回應。
國家通訊傳播委員會（NCC）則呼籲新聞台要善盡查證之責，亦不應再有刻意放假消息之仿效行為。也有人認同該片主要訴求的「看新聞就像在看連續劇」、「有心人只要掌握媒體品味，要操縱根本不查證的媒體，一點也不困難」、「有的採訪過程就像在拍電影」論點。亦有網友串連「拒看假新聞」活動。
此外，因為該片內容所呈現之欺騙行為，遭「大專院校貳零影音聯展」之評審批為「沒有道德」，故未入圍，也未獲獎。大專院校貳零影音聯展評審批評：電視台查證不夠周詳，應該檢討；但是，該片同學造假欺騙電視台，已經有錯在先，非常不道德。

不過，該片有入圍第30屆金穗獎的學生團體作品類，但未得獎。 

## 外部連結
- 實驗紀錄片「腳尾米」完整版 （页面存档备份，存于）
- 腳尾米MV （页面存档备份，存于）
- 腳尾米曝光後電視媒體報導 （页面存档备份，存于）
- 腳尾米曝光後三立新聞回應 （页面存档备份，存于）
- 學生反應
  - 2007/06/20　請支持腳尾米
  - 2007/06/21　這一粒腳尾米 嚥不下 （页面存档备份，存于）